# Abdel Karim Obeid
Pour les articles homonymes, voir Obeid.
 (septembre 2012).
Si vous disposez d'ouvrages ou d'articles de référence ou si vous connaissez des sites web de qualité traitant du thème abordé ici, merci de compléter l'article en donnant les références utiles à sa vérifiabilité et en les liant à la section « Notes et références ».
Abdel Karim Obeid (الشيخ عبد الكريم عبيد) est un cheikh et imam du village de Jibchit au Sud-Liban, haut-lieu du chiisme libanais.
Considéré comme le chef spirituel et militaire du mouvement armé Amal islamique, dissidence du groupe chiite Amal au sud de Tyr, très proche du Hezbollah et connaissant la plupart des secrets des opérations de prises d'otages occidentaux depuis 1982, il a été enlevé le 28 juillet 1989 tôt avant l'aube par un commando israélien. Il fut longtemps détenu prisonnier en Israël dans le célèbre camp 1391, proche de la ligne verte, la frontière d'avant 1967 entre Israël et la Transjordanie, puis transféré au pénitencier d'Ashmoret, se situant aux alentours de Kfar Yona, au nord de Tel Aviv.
Il bénéficia d'un grand soutien parmi les chiites libanais et le ministre iranien de l'Intérieur annonça alors : « L'Iran se livrera à des représailles ».
En échange de sa libération, les autorités lui ont demandé des informations sur le sort des soldats israéliens disparus lors des actions militaires, à commencer par le pilote Ron Arad, dont l'avion a été abattu au Sud-Liban le 16 octobre 1986.
Israël a récupéré les corps de trois soldats enlevés par le Hezbollah en octobre 2000 à la frontière israélo-libanaise, ainsi que celui d'un homme d'affaires israélien enlevé à la même époque (Soldats israéliens prisonniers).
Il fut libéré en janvier 2004 avec vingt autres prisonniers libanais.